# Arancha González

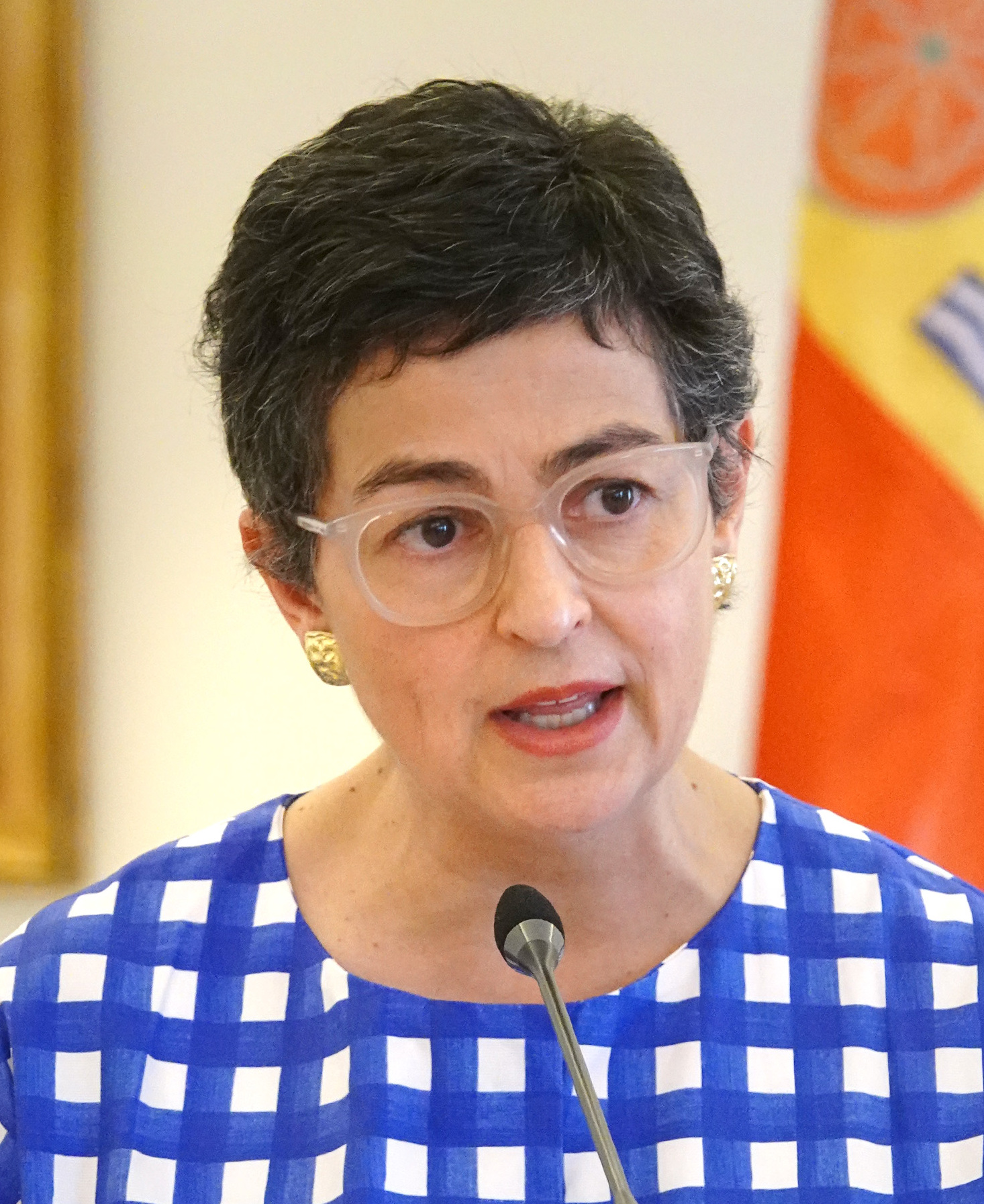
Arancha González (2020)

Arancha González Laya (* 22. Mai 1969 in San Sebastián) ist eine spanische Ökonomin und Diplomatin. Sie war von Januar 2020 bis Juli 2021 spanische Außenministerin. Aktuell ist sie die Dekanin der Paris School of International Affairs an der französischen Eliteuniversität Sciences Po.

## Herkunft und Ausbildung
Arancha González Laya wurde im baskischen San Sebastián geboren und wuchs in Tolosa auf. Sie studierte Jura an der Universität Navarra in Pamplona und schloss danach ein Postgraduiertenstudium in Europarecht an der Universität Carlos III in Madrid ab. Neben ihrer Muttersprache Baskisch spricht sie Spanisch, Englisch, Französisch, Deutsch und Italienisch.

## Karriere
González begann ihre Karriere als Partnerin der (damals noch) deutschen Anwaltskanzlei Bruckhaus Westrick Stegemann in der Unternehmensberatung mit den Schwerpunkten Handel, Wettbewerb und staatliche Beihilfen.
Zwischen 2002 und 2005 war González Sprecherin der Europäischen Kommission für Handel und Beraterin des EU-Kommissars für Außenhandel, Pascal Lamy. In der Folge übernahm sie verschiedene Aufgaben für die Kommission im Bereich des internationalen Handels, darunter auch Verhandlungen zwischen der EU und dem südamerikanischen Mercosur, dem Iran, dem Golf-Kooperationsrat, den Balkanstaaten und den Mittelmeerländern. Sie beriet auch Entwicklungsländer zum Handelsoptionen in Europa.

González war Stabschefin für Pascal Lamy während dessen Amtszeit als WTO-General-Direktor zwischen 2005 und 2013. In dieser Funktion war sie führend an der Einführung der WTO-Initiative Aid for Trade beteiligt, ebenso am Enhanced Integrated Framework, einer gemeinsamen Initiative verschiedener internationaler Organisationen zur Stärkung der Handelskapazitäten der ärmsten Länder der Welt. Sie arbeitete als Vertreterin des WTO-Generaldirektors (Sherpa) bei den G-20.

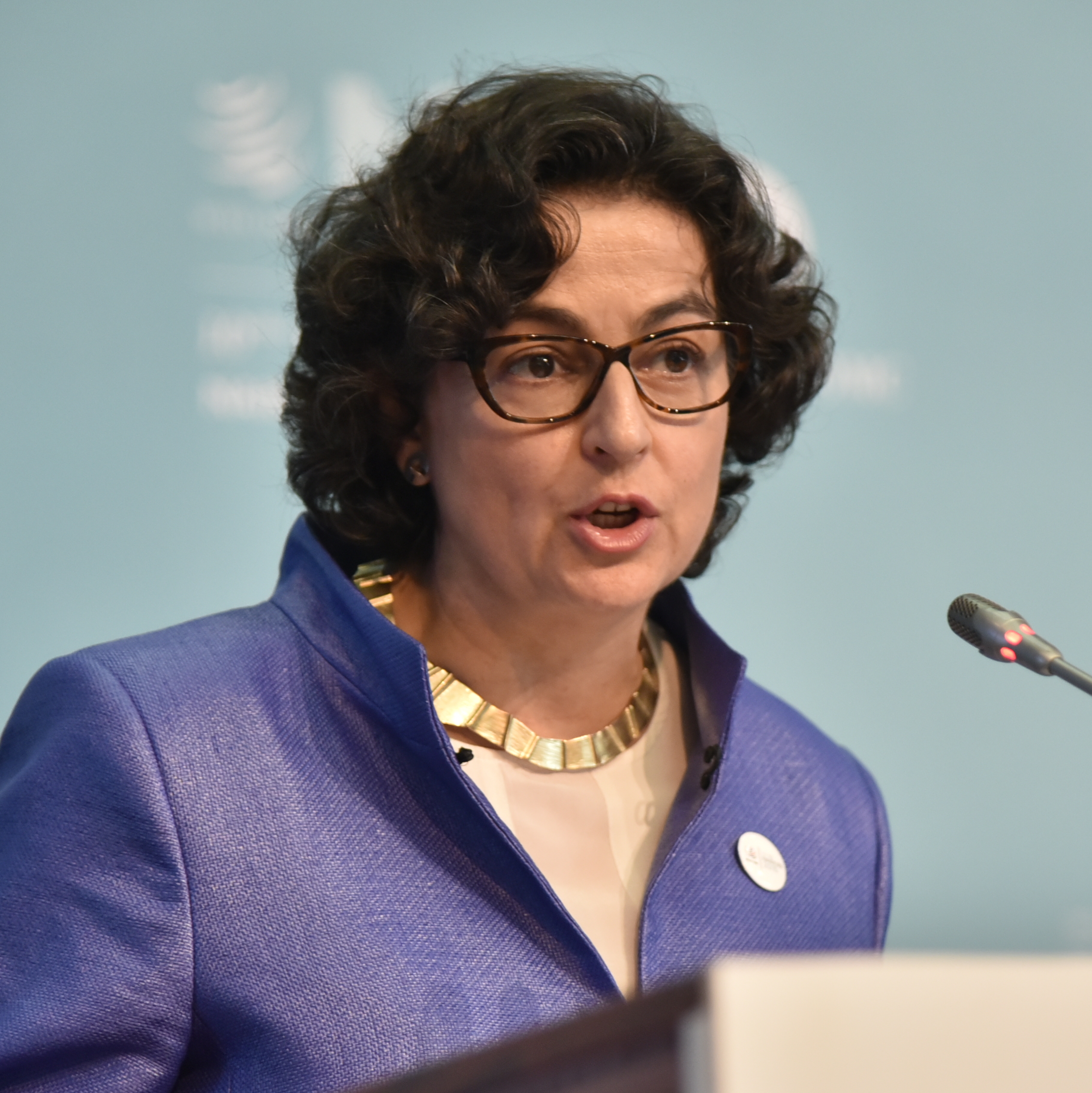
Arancha González (2015)

Von 2013 bis Januar 2020 war sie Generaldirektorin des Internationalen Handelszentrums (ITC) in Genf.
Am 10. Januar 2020 wurde die parteilose Arancha González, die in ihrem Heimatland nie ein politisches Amt innehatte, als Außenministerin im Zweiten Kabinett von Pedro Sánchez nominiert, die Vereidigung erfolgte am 13. Januar 2020. Bei ihrem Amtsantritt sprach sie sich für eine  Neupositionierung Spaniens in der EU und global aus, sie werde sich für die Verteidigung des Multilateralismus und der Menschenrechte und eine Neuausrichtung der Politik der internationalen Zusammenarbeit einsetzen.
Ende 2020 erreichte sie eine Vereinbarung mit Großbritannien und Gibraltar, durch die Gibraltar auch nach dem Brexit im Schengen-Raum verbleiben kann. 2016 hatten 96 % der Bevölkerung Gibraltars für einen Verbleib in der EU gestimmt.
Im Mai 2021 kam es zu einer diplomatischen Krise zwischen Spanien und der ehemaligen spanischen Kolonie Marokko: 
marokkanische Sicherheitskräfte ließen es zu, dass mehr als 10.000 Marokkaner in die spanische Exklave Ceuta strömten (Näheres hier). Die marokkanische Regierung zeigte sich darüber empört, dass Arancha González den Chef der Westsahara-Befreiungsfront Brahim Ghali für die Behandlung einer schweren Covid-Erkrankung nach Spanien einreisen ließ, ohne Marokko darüber zu informieren. Der scheidende US-Präsident Donald Trump hatte im Dezember 2020 – nach der verlorenen Präsidentenwahl – die marokkanischen Ansprüche auf die ehemalige Westsahara-Kolonie anerkannt. Marokko drängt darauf, dass europäische Staaten dies ebenfalls tun.
Bei einer Kabinettumbildung am 10. Juli 2021 wurde González als Außenministerin durch José Manuel Albares abgelöst. Noch im selben Jahr wurde sie Kanzlerin der Paris School of International Affairs an der Sciences Po.

## Andere Aufgaben
- Mitglied des Beirats des International-Gender-Champions-Netzwerks[13]
- Mitglied des Beirats der Mo Ibrahim Foundation[14]
- Co-Vorsitzende des Rates zur Zukunft des Internationalen Handels beim Weltwirtschaftsforum[15]
- Dozentin am College of Europe in Brügge, am  IELPO in Barcelona, am  World Trade Institute der Universität Bern und am Shanghai Institute of Foreign Trade.
- Mitglied im Kuratorium der Bertelsmann Stiftung seit 1. Juli 2023[16]

## Politische Positionen
González ist Befürworterin der staatlichen Einheit Spaniens und für Dialogbereitschaft in der Frage der katalanischen Unabhängigkeitsbestrebungen.

## Nachweise
1. ↑  http://www.rtve.es/alacarta/audios/boletines-rne/arantxa-gonzalez-laya-nueva-ministra-exteriores-ue-cooperacion/5480882/ abgerufen am 11. Januar 2020
2. ↑  tagesschau.de: Spaniens Kabinett: Sánchez tauscht sieben Minister aus. Abgerufen am 12. Juli 2021.
3. ↑  Arancha González | Sciences Po PSIA. 18. Oktober 2016, abgerufen am 24. Januar 2023 (englisch).
4. ↑  https://elmirondesoria.es/provincia/comarca-de-pinares/la-nueva-ministra-de-exteriores-vinculada-a-navaleno abgerufen am 13. Januar 2020
5. ↑  http://www.intracen.org/about/management/arancha-gonzalez/
6. ↑  Ryan Heath and Eline Schaart (2018), Women Who Shape Brussels - 2018 Ranking: Arancha González Politico Europe.
7. ↑  ITC Communications: UN Secretary-General appoints Arancha González of Spain as Executive Director of ITC. International Trade Centre, 15. August 2013, abgerufen am 25. September 2015.
8. ↑  Hans-Christian Rößler: Pedro Sánchez stellt sein Kabinett vor. In: FAZ.net. 12. Januar 2020, abgerufen am 28. Januar 2024.
9. ↑  https://www.elperiodico.com/es/politica/20200113/arancha-gonzalez-laya-toma-posesion-ministra-exteriores-7804682 abgerufen am 4. Februar 2020
10. ↑  dpa, AFP, Alena Kammer: Brexit-Streit: Gibraltar soll Schengen-Raum beitreten. In: zeit.de. 31. Dezember 2020, abgerufen am 27. Januar 2024. abgerufen am 1. Januar 2021
11. ↑  faz.net: Warum Spanien sich mit Marokko versöhnen will
12. ↑  https://www.eldiario.es/escolar/claves-nuevo-gobierno-pedro-sanchez_132_8124304.html Eldiario.es Las claves del nuevo Gobierno de Pedro Sánchez, abgerufen am 16. Juli 2021
13. ↑  Members International Gender Champions (IGC).
14. ↑  Advisory Council Mo Ibrahim Foundation
15. ↑  Arancha González Laya World Economic Forum (WEF).
16. ↑  In eigener Sache - Bertelsmann Stiftung beruft Saori Dubourg und Arancha González Laya in das Kuratorium. Bertelsmann Stiftung, 24. Juli 2023, abgerufen am 25. Juli 2023.
17. ↑  Ryan Heath and Eline Schaart (2018), Women Who Shape Brussels - 2018 Ranking: Arancha González Politico Europe.

| Personendaten    | Personendaten                                                     |
| ---------------- | ----------------------------------------------------------------- |
| NAME             | González, Arancha                                                 |
| ALTERNATIVNAMEN  | González Laya, Arancha; González Laya, Arantxa                    |
| KURZBESCHREIBUNG | spanische Außenministerin, Ökonomin und ehemalige UN-Funktionärin |
| GEBURTSDATUM     | 22. Mai 1969                                                      |
| GEBURTSORT       | San Sebastián                                                     |